# Стою Курчистоев
Стою Георгаков Курчистоев е български революционер, деец на Вътрешната македоно-одринска революционна организация.

## Биография
Роден е в лозенградското село Ениджия, тогава в Османската империя, днес Енидже, Турция. Служи в Източнорумелийската милиция. Взима дейно участие в националноосвободителните борби на българите. В 1898 година влиза във ВМОРО и става касиер на революционния комитет в Ениджия. В 1903 година е избран за войвода на ениджийската смъртна дружина и участва в Илинденско-Преображенското въстание.